# Astur
Astur – rodzaj ptaków z podrodziny jastrzębi (Accipitrinae) w obrębie rodziny jastrzębiowatych (Accipitridae).

## Rozmieszczenie geograficzne
Rodzaj obejmuje gatunki występujące w Ameryce, Eurazji i Afryce.

## Morfologia
Długość ciała 31,5–63 cm, rozpiętość skrzydeł 58–122 cm; masa ciała samic 342–2200 g, samców 190–1010 g.

## Systematyka
Rodzaj zdefiniował w 1799 roku francuski przyrodnik Bernard Germain de Lacépède w publikacji własnego autorstwa poświęconej klasyfikacji systematycznej ptaków. Gatunkiem typowym jest (późniejsze oznaczenie) jastrząb zwyczajny (A. gentilis).

### Etymologia
- Astur: łac. astur, asturis ‘jastrząb’, od gr. αστεριας asterias ‘jakiś rodzaj jastrzębia’, od αστηρ astēr, αστερος asteros ‘gwiazda’ (por. średniowiecznołac. austurcus, asturcius lub asturcus ‘jastrząb zwyczajny’)[11].
- Daedalion: w mitologii greckiej Daedalion, syn Lucyfera, tak bolał nad śmiercią swego syna Filonisa, że rzucił się z wysokości góry Parnas i został przemieniony w sokoła przez Apolla (por. gr. δαιδαλεος daidaleos ‘nakrapiany, oznaczony’)[12]. Gatunek typowy (późniejsze oznaczenie): Falco palumbarius Linnaeus, 1758 (= Falco gentilis Linnaeus, 1758)[13].
- Sparvius: fr. Épervier ‘krogulec’, od średniowiecznołac. sparverius ‘krogulec’[14]. Gatunek typowy (późniejsze oznaczenie): Falco palumbarius Linnaeus, 1758 (= Falco gentilis Linnaeus, 1758)[13].
- Asterias: gr. αστεριας asterias ‘jakiś rodzaj jastrzębia’, od αστηρ astēr, αστερος asteros ‘gwiazda’ (cf. αστεριας asterias ‘czapla, bąk’)[15].
- Phabotypus: gr. φαβοτυπος phabotupos ‘rażący, zabijający gołębie’, rodzaj jastrzębia wspomniany przez Arystotelesa, od φαψ phaps, φαβος phabos ‘gołąb, synogarlica’; τυπτω tuptō ‘uderzyć, razić’[16].
- Cooperastur: zbitka wyrazowa epitetu gatunkowego Astur cooperii Bonaparte, 1828[17]. Gatunek typowy (późniejsze oznaczenie): Astur cooperii Bonaparte, 1828[18].
- Leptohierax: gr. λεπτος leptos ‘delikatny, smukły’; ἱεραξ hierax, ἱερακος hierakos ‘jastrząb’[19].
- Neonisus: gr. νεος neos ‘nowy’; rodzaj Nisus Lacépède, 1799[20]. Gatunek typowy (oznaczenie monotypowe): Accipiter melanoleucus A. Smith, 1830.

### Podział systematyczny
Do rodzaju należą następujące gatunki:
- Astur bicolor (Vieillot, 1817) – krogulec dwubarwny
- Astur cooperii (Bonaparte, 1828) – krogulec czarnołbisty
- Astur gundlachi Lawrence, 1861 – krogulec kubański
- Astur melanoleucus A. Smith, 1830 – jastrząb czarno-biały
- Astur henstii Schlegel, 1873 – jastrząb brunatny
- Astur gentilis (Linnaeus, 1758) – jastrząb zwyczajny
- Astur atricapillus (A. Wilson, 1812) – jastrząb czerwonooki
- Astur meyerianus Sharpe, 1878 – jastrząb papuaski